# Порт-Анджелес (Вашингтон)
Порт-Анджелес (англ. Port Angeles) — місто (англ. city) в США, в окрузі Клеллам штату Вашингтон. Населення — 19 960 осіб (2020).

## Географія
Порт-Анджелес розташований за координатами 48°7′8″ пн. ш. 123°26′54″ зх. д. / 48.11889° пн. ш. 123.44833° зх. д. (48.118955, -123.448343).  За даними Бюро перепису населення США в 2010 році місто мало площу 37,60 км², з яких 27,70 км² — суходіл та 9,90 км² — водойми.

### Клімат
| Клімат : Порт-Анджелес            | Клімат : Порт-Анджелес | Клімат : Порт-Анджелес | Клімат : Порт-Анджелес | Клімат : Порт-Анджелес | Клімат : Порт-Анджелес | Клімат : Порт-Анджелес | Клімат : Порт-Анджелес | Клімат : Порт-Анджелес | Клімат : Порт-Анджелес | Клімат : Порт-Анджелес | Клімат : Порт-Анджелес | Клімат : Порт-Анджелес | Клімат : Порт-Анджелес |
| Показник                          | Січ.                   | Лют.                   | Бер.                   | Квіт.                  | Трав.                  | Черв.                  | Лип.                   | Серп.                  | Вер.                   | Жовт.                  | Лист.                  | Груд.                  | Рік                    |
| Абсолютний максимум, °C           | 18,3                   | 21,7                   | 20,0                   | 27,8                   | 30,0                   | 32,2                   | 34,4                   | 34,4                   | 29,4                   | 22,8                   | 19,4                   | 19,4                   | 34,4                   |
| Середній максимум, °C             | 7,2                    | 8,6                    | 10,1                   | 12,7                   | 15,7                   | 17,9                   | 19,9                   | 19,9                   | 18,3                   | 13,9                   | 9,8                    | 7,7                    | 13,5                   |
| Середня температура, °C           | 4,2                    | 5,2                    | 6,4                    | 8,7                    | 11,4                   | 13,7                   | 15,4                   | 15,4                   | 13,8                   | 10,2                   | 6,6                    | 4,8                    | 9,7                    |
| Середній мінімум, °C              | 1,2                    | 1,9                    | 2,7                    | 4,6                    | 7,2                    | 9,5                    | 10,9                   | 10,9                   | 9,3                    | 6,3                    | 3,4                    | 1,9                    | 5,8                    |
| Абсолютний мінімум, °C            | −13,9                  | −12,2                  | −9,4                   | −3,9                   | −1,1                   | 2,2                    | 4,4                    | 3,9                    | −0,6                   | −4,4                   | −14,4                  | −14,4                  | −14,4                  |
| Норма опадів, мм                  | 99                     | 68                     | 54                     | 32                     | 25                     | 22                     | 13                     | 18                     | 28                     | 64                     | 102                    | 110                    | 635                    |
| Днів з опадами                    | 17                     | 14                     | 14                     | 11                     | 9                      | 8                      | 5                      | 6                      | 8                      | 13                     | 17                     | 18                     | 140                    |
| --------------------------------- | ---------------------- | ---------------------- | ---------------------- | ---------------------- | ---------------------- | ---------------------- | ---------------------- | ---------------------- | ---------------------- | ---------------------- | ---------------------- | ---------------------- | ---------------------- |
| Джерело: WRCC (normals 1933–2008) |                        |                        |                        |                        |                        |                        |                        |                        |                        |                        |                        |                        |                        |

## Демографія
Згідно з переписом 2010 року, у місті мешкало 19 038 осіб у 8459 домогосподарствах у складі 4808 родин. Густота населення становила 506 осіб/км².  Було 9272 помешкання (247/км²).
Расовий склад населення:
| - 88,9 % — білих - 3,2 % — корінних американців - 1,8 % — азіатів - 0,8 % — чорних або афроамериканців - 0,2 % — вихідців з тихоокеанських островів |

До двох чи більше рас належало 4,3 %. Частка іспаномовних становила 4,0 % від усіх жителів.
За віковим діапазоном населення розподілялося таким чином: 20,6 % — особи молодші 18 років, 61,4 % — особи у віці 18—64 років, 18,0 % — особи у віці 65 років та старші. Медіана віку мешканця становила 41,6 року. На 100 осіб жіночої статі у місті припадало 94,4 чоловіків;  на 100 жінок у віці від 18 років та старших — 92,7 чоловіків також старших 18 років.
Середній дохід на одне домашнє господарство  становив 53 798 доларів США (медіана — 40 523), а середній дохід на одну сім'ю — 65 146 доларів (медіана — 59 190). Медіана доходів становила 43 227 доларів для чоловіків та 32 490 доларів для жінок. За межею бідності перебувало 20,5 % осіб, у тому числі 32,2 % дітей у віці до 18 років та 10,9 % осіб у віці 65 років та старших.
Цивільне працевлаштоване населення становило 7689 осіб. Основні галузі зайнятості: освіта, охорона здоров'я та соціальна допомога — 22,7 %, роздрібна торгівля — 16,4 %, мистецтво, розваги та відпочинок — 11,4 %, виробництво — 9,6 %.